# Guwangji
Guwangji (kinesiska: 古王集, 古王集乡) är en socken i Kina. Den ligger i provinsen Henan, i den centrala delen av landet, omkring 200 kilometer öster om provinshuvudstaden Zhengzhou. Antalet invånare är 29 095. Befolkningen består av 14 278 kvinnor och 14 817 män. Barn under 15 år utgör 19,0 %, vuxna 15-64 år 72 %, och äldre över 65 år 8,0 %.
Genomsnittlig årsnederbörd är 888 millimeter. Den regnigaste månaden är juli, med i genomsnitt 196 mm nederbörd, och den torraste är januari, med 7 mm nederbörd.